# DelNS1-2019-nCoV-RBD-OPT
DelNS1-2019-nCoV-RBD-OPT، هو لقاح مرشح ضد مرض فيروس كورونا، تعمل شركة «بكين وانتاي للصيدلة البيولوجية» على تطويره وإنتاجه بتقنية وحدات البروتين الفرعية، وهو مخصص للإعطاء عن طريق الحقن العضلي.